# Lydella cinerea
Lydella cinerea là một loài ruồi trong họ Tachinidae.